# Centro de gravidade
Na física, o centro de gravidade ou baricentro de um corpo é o ponto onde pode ser considerada a aplicação da força de gravidade de todo o corpo formado por um conjunto de partículas. Essas partículas são atraídas para o Centro da Terra, cada qual com sua força-peso. Centro de gravidade, portanto, é o ponto onde pode-se equilibrar todas essas forças de atração.
A palavra "baricentro" é de origem grega (bari = peso) e designa o centro dos pesos.
Arquimedes foi o primeiro a estudar o baricentro de dois pontos de massa. No caso da força de gravidade resultar de um campo gravítico uniforme, o centro de gravidade é coincidente com o centro de massa. Esta é a aproximação natural no estudo da física de objectos de pequenas dimensões sujeitos ao campo gravítico terrestre.
De uma forma geral, quando não é possível a aproximação a campos gravíticos uniformes, a determinação da força de gravidade total e do seu ponto de aplicação ficam dependentes da posição e orientação do corpo. É portanto incorrecto considerar o centro de gravidade como uma característica específica de um corpo rígido (duro). Por exemplo um anel, que possui seu centro de gravidade fora de seu corpo, em seu centro.
É também o ponto de intersecção das três medianas de um triângilo, ou seja, o seu centro de gravidade.